# حمله لویو–ساندومیژ
حمله لویو-ساندومیژ (روسی: Львовско-Сандомирская стратегическая наступательная операция) یک عملیات بزرگ ارتش سرخ برای بیرون راندن نیروهای آلمانی از اوکراین و شرق لهستان بود. این عملیات که در اواسط ژوئیه ۱۹۴۴ راه اندازی شد، تا پایان اوت با موفقیت به پایان رسید.